# Ceinos de Campos
Ceinos de Campos ist ein nordspanisches Dorf und Hauptort einer Gemeinde (municipio) mit 172 Einwohnern (Stand: 2024) in der Provinz Valladolid in der Autonomen Gemeinschaft Kastilien-León. 

## Lage und Klima
Ceinos de Campos liegt in der Region Tierra de Campos auf der kastilischen Hochebene in einer Höhe von ca. 765 m. Die Provinzhauptstadt Valladolid befindet sich mit ihrem Stadtzentrum etwa 49 Kilometer (Fahrtstrecke) südsüdöstlich. 
Das Klima im Winter ist durchaus kalt, im Sommer dagegen warm bis heiß; die eher spärlichen Regenfälle (ca. 471 mm/Jahr) fallen überwiegend im Winterhalbjahr.

## Bevölkerungsentwicklung
| Jahr      | 1970 | 1981 | 1991 | 2001 | 2011 | 2021 |
| Einwohner | 496  | 314  | 278  | 273  | 270  | 209  |

## Sehenswürdigkeiten

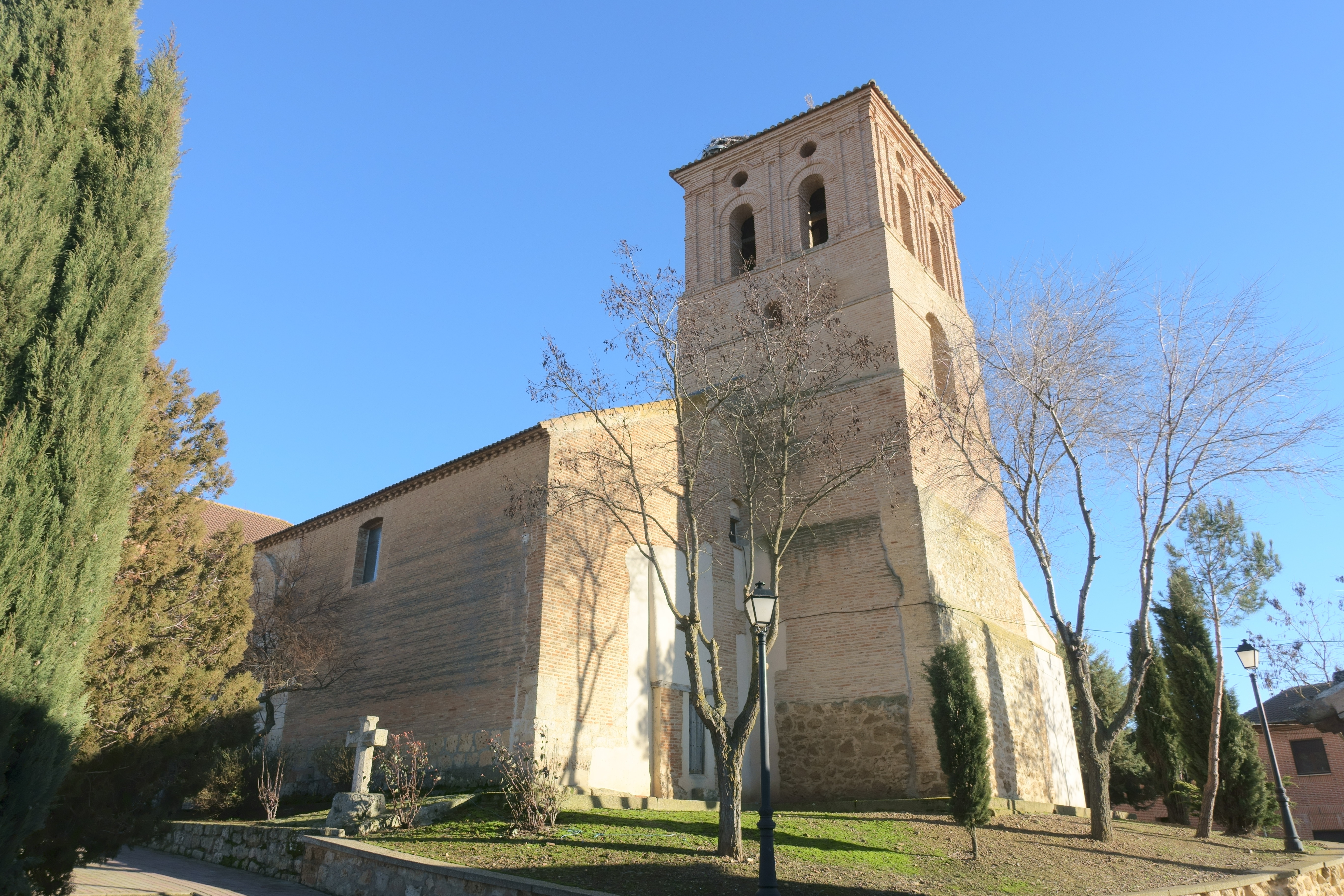
Jakobuskirche
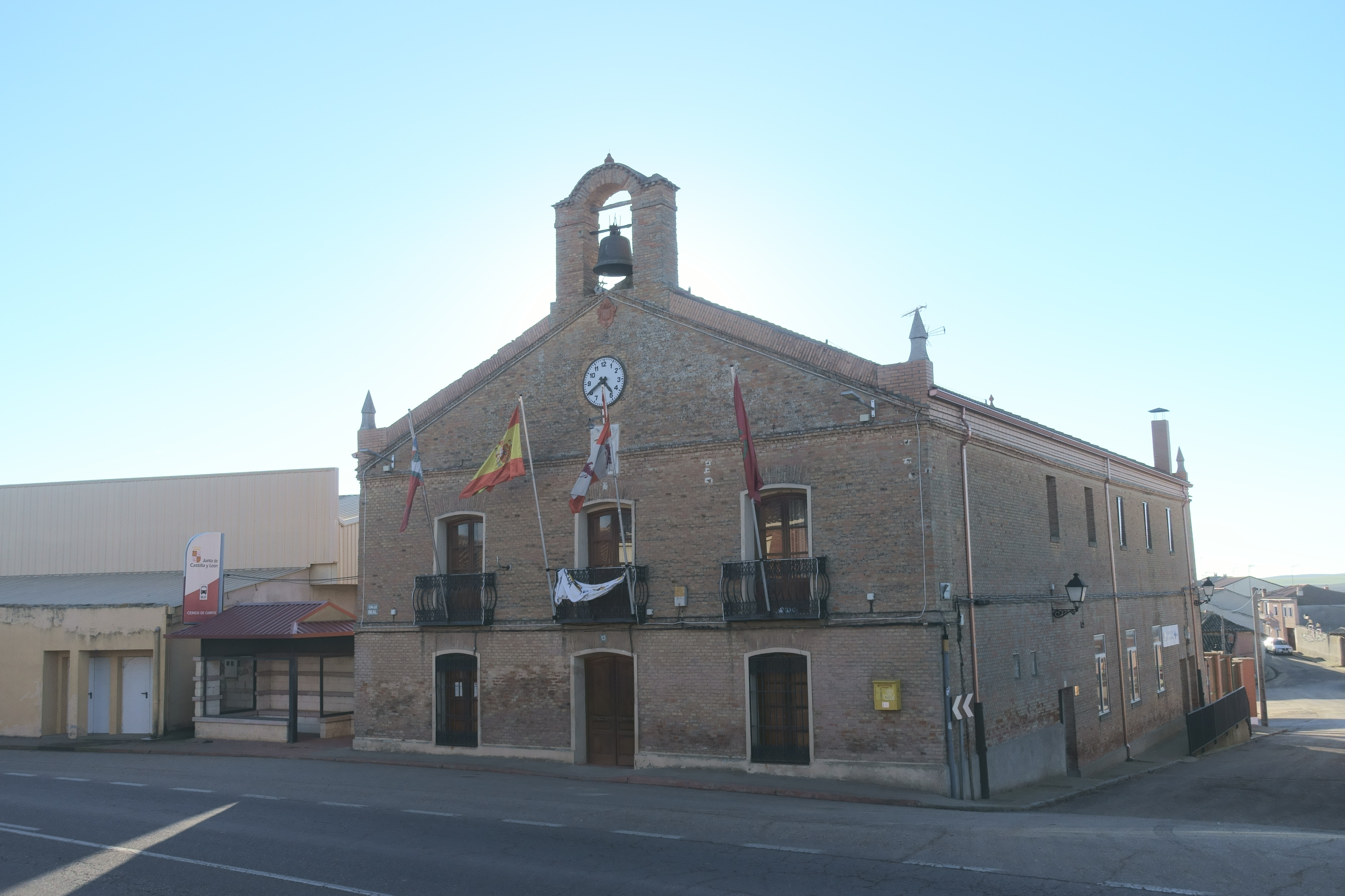
Rathaus

- Jakobuskirche
- Rathaus